# Coventry (New York)
Coventry è un comune degli Stati Uniti d'America, situato nello Stato di New York, nella contea di Chenango.